# Pansio-klass
Pansio-klass är en fartygsklass bestående av minfärjor som används för minkrigsföring i den finska marinen. Fartygen byggdes mellan åren 1991 och 1992. De kan även användas för transporter och underhåll av fort. Fartygen kan bära en last om 100 ton.

## Fartyg i klassen
| Fartyg    | Skeppsnummer              | Kölsträckt | Sjösatt           | I tjänst |
| --------- | ------------------------- | ---------- | ----------------- | -------- |
| Pansio    | 876                       | -          | 25 september 1991 | -        |
| Porkkala  | 777                       | -          | 29 oktober 1992   | -        |
| Pyhäranta | 875, tidigare 575 och 475 | -          | 26 maj 1992       | -        |

## Galleri

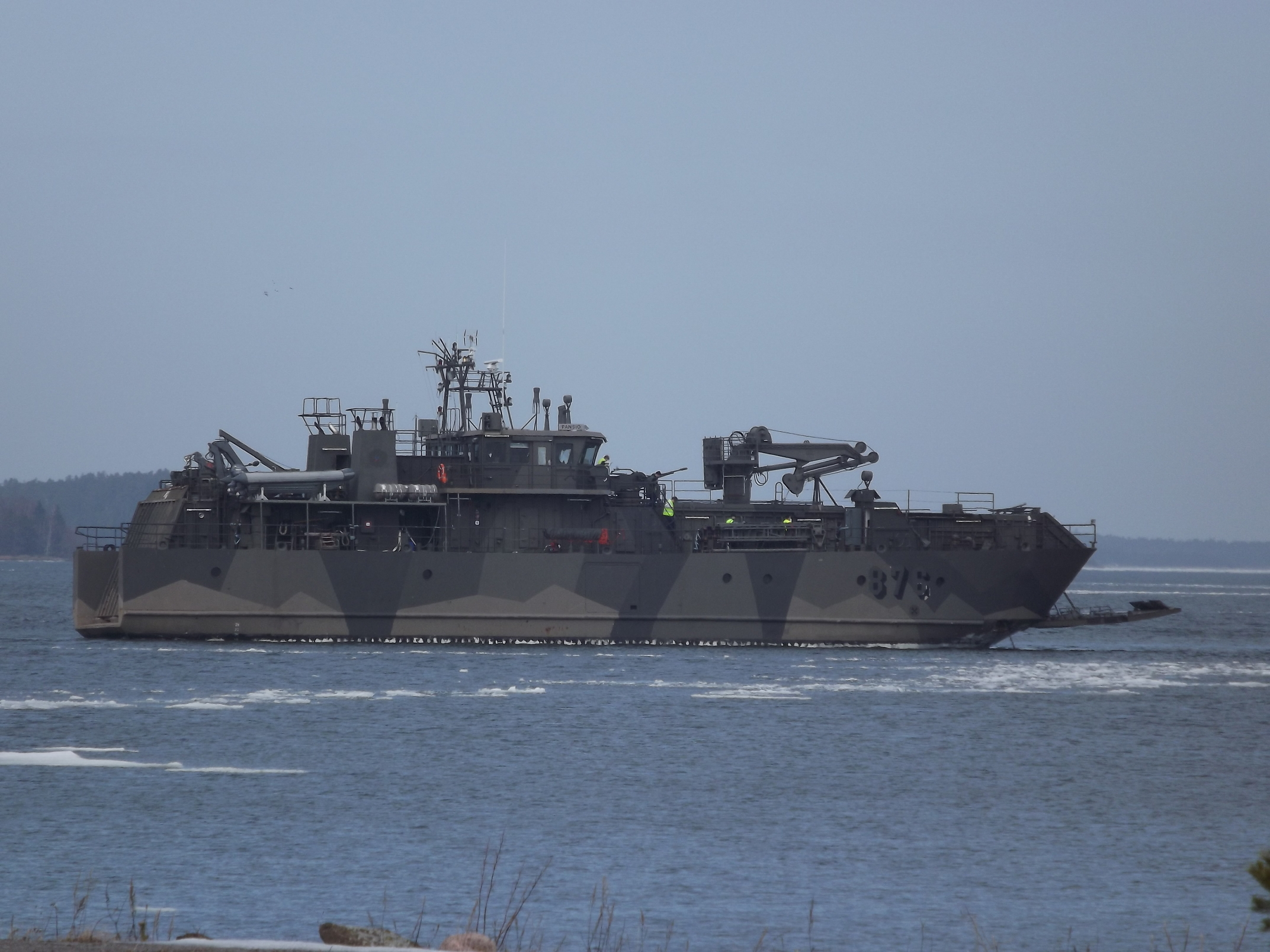
Pansio utanför Pärnäs våren 2013.
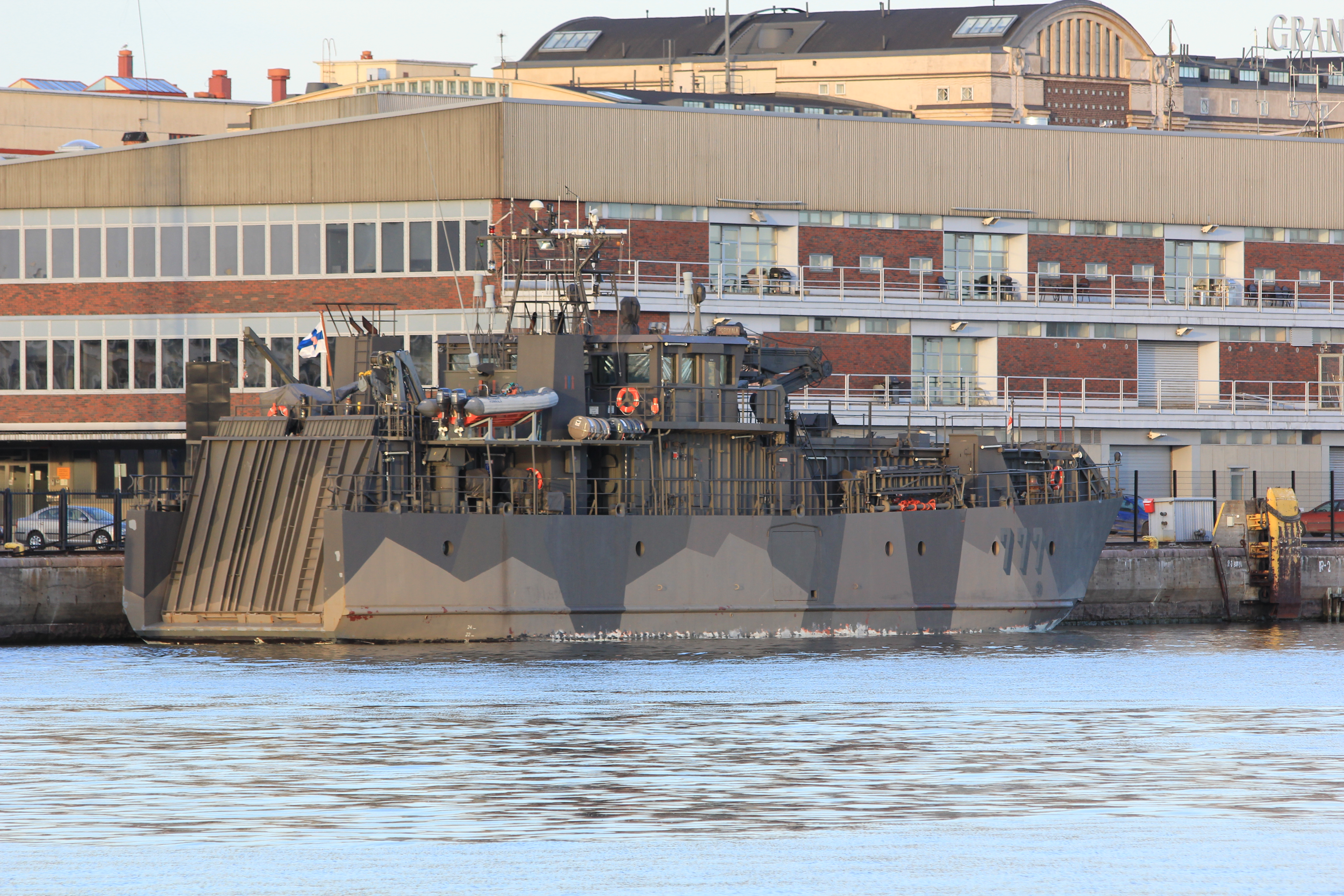
Porkkala i Helsingfors.
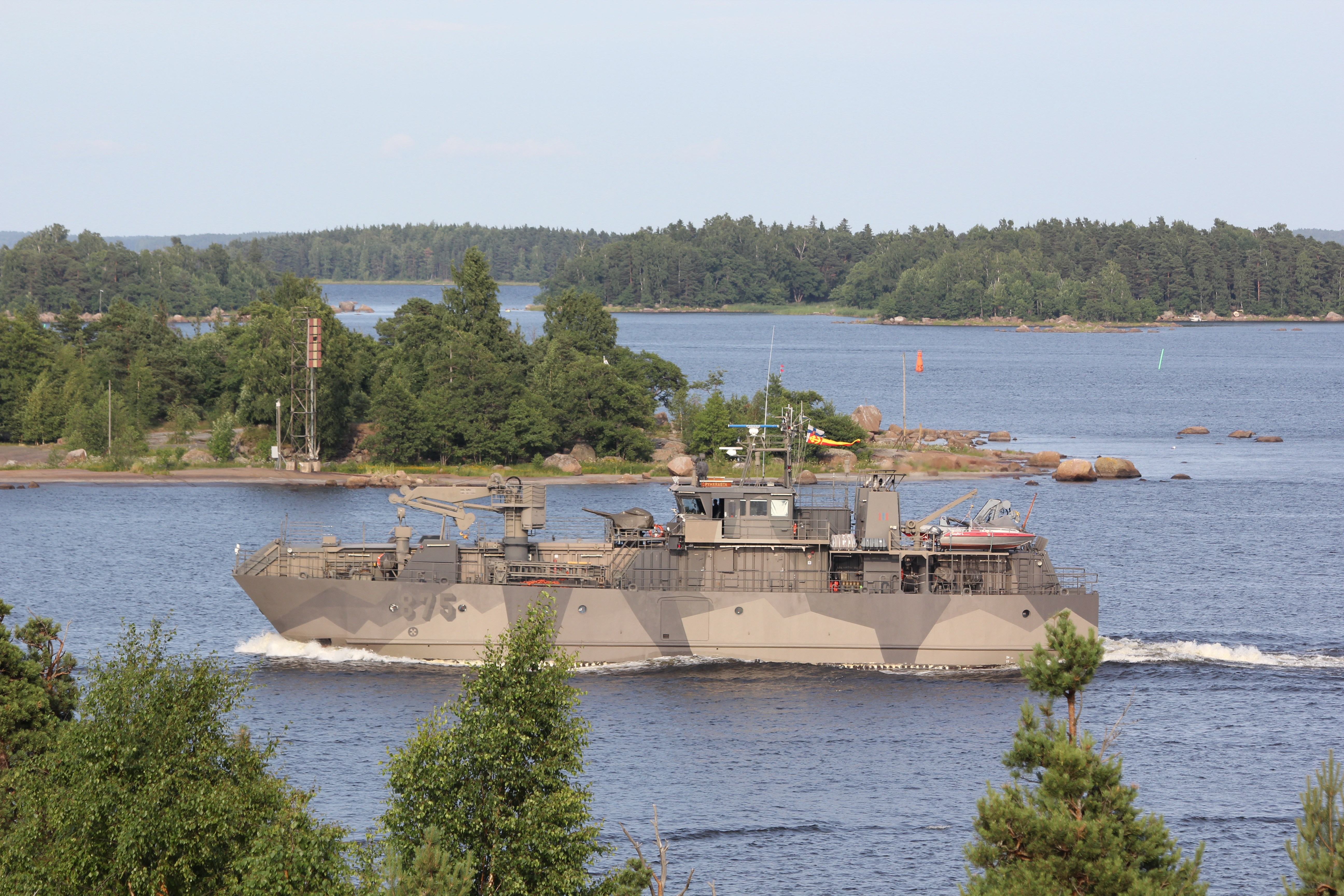
Pyhäranta vid Kotka.